# 林豪蔵
林豪蔵（はやし ごうぞう、1903年3月 - 1975年）は、日本の建築家、建築教育者である。

## 来歴
1903年（明治36年）3月、東京市麹町区に生まれる。東京府立第四中学校（現 東京都立戸山高等学校）、第一高等学校を経て、1927年に東京帝国大学建築学科を卒業した。大阪府警察部建築課勤務ののち、1931年4月に横浜高等工業学校建築学科、同年10月には教授に就任した。1969年3月に定年を迎えるまで、横浜高等工業学校、横浜工業専門学校、横浜国立大学、横浜国立大学工業教員養成所で教鞭を取った。1966年からは工業教員養成所の所長を務めている。
1947年には、日本建築学会関東支部設置に向けた懇談会の出席者に、建築教育に関わる立場として名前が記録されている。

## 作品
1935年に着工した横浜銀行協会の建物の設計を行っているが、これ以外の作品は知られていない。

## 親族
- 大熊喜邦 - 林は大熊の娘婿にあたる。前述の横浜銀行協会の設計者は大熊と林の連名となっているが、実施設計は林の手によるものと推測される[1]。